# Theodor Kind
Karl Theodor Kind, född 7 oktober 1799 i Leipzig, död där 7 december 1868, var en tysk filolog på det nygrekiska området.
Kind, till yrket jurist, skrev bland annat Beiträge zur besseren Kenntniss des neuen Griechenlands in historischer, geographischer und literarischer Beziehung (1831), Neugriechische Chrestomathie (1835), Handwörterbuch der neugriechischen und deutschen Sprachen (1841), Neugriechische Volkslieder (1849), förutom andra översättningar och antologier av nygrekiska original.